# Chusquea albilanata
Chusquea albilanata är en gräsart som beskrevs av Lynn G. Clark och Ximena Londoño. Chusquea albilanata ingår i släktet Chusquea och familjen gräs. Inga underarter finns listade i Catalogue of Life.